# Irreligious
Irreligious è il secondo album in studio del gruppo musicale portoghese Moonspell, pubblicato il 29 luglio 1996 dalla Century Media Records.
È stato girato un videoclip per la seconda traccia dell'album: Opium.

## Tracce
Testi di Fernando Ribeiro, musiche di Moonspell.
1. Perverse... Almost Religious – 1:07
2. Opium – 2:46
3. Awake – 3:05
4. For a Taste of Eternity – 3:51
5. Ruin & Misery – 3:47
6. A Poisoned Gift – 5:33
7. Subversion – 2:42
8. Raven Claws – 3:13
9. Mephisto – 4:56
10. Herr Spiegelmann – 4:33
11. Full Moon Madness – 6:47

## Formazione
- Ares (João Pedro) – basso
- Mike (Miguel Gaspar) – batteria
- Ricardo Amorim – chitarra
- Pedro Paixão – tastiere
- Fernando Ribeiro – voce
- Birgit Zacher – voce femminile (Raven Claws)
- Markus Freiwald – percussioni (For a Taste of Eternity)